# 森特維爾鎮區 (密歇根州)
森特維爾鎮區（英語：Centerville Township）是位於美國密歇根州利勒諾縣的一個行政鎮區。

## 地方資料
森特維爾鎮區的面積為78.80平方千米，當中陸地面積為71.80平方千米，而水域面積為7.00平方千米。根據2020年美國人口普查的數據，當地共有人口1243人，而人口密度為每平方千米15.77人。